# Charles Sydney Smith
Charles Sydney Smith, né le 26 janvier 1879 à Wigan et mort le 6 avril 1951 à Southport, est un joueur de water-polo britannique. Il est trois fois champion olympique.

## Biographie
Charles Sydney Smith est le capitaine de l'équipe britannique championne olympique de water-polo en 1908. Il remporte également les Jeux de 1912 après avoir porté le drapeau britannique lors de la cérémonie d'ouverture et devient le champion olympique de water-polo le plus âgé en 1920 en remportant le titre à l'âge de 41 ans and 270 jours.